# Mérenhor
Mérenhor est un roi égyptien de la VIIe dynastie.
Il est noté 46e sur la liste d'Abydos. Aucun document attestant son règne n'a été trouvé.

## Règne
Aurait-il déjà pris comme dieu titulaire Horus à la place du dieu Rê ? Sa capitale était Memphis, mais peut être déjà n'avait-il plus de pouvoir sur l'ensemble des nomes du royaume, leurs nomarques faisant leur propre loi sur leurs terres.
Quelques spécialistes[Qui ?] le placent dans la VIIIe dynastie.